# Душица Јаковљевић
Душица Јаковљевић (Београд, 14. новембар 1981) српска је новинарка и ТВ водитељка.

## Биографија
Рођена је 14. новембра 1981. године у Београду, где је завршила Основну школу „Браћа Рибар” и Трећу београдски гимназију, а затим и факултет. Као млада, похађала је часове балета и певања, а такође била део хора Колибри. Како је одрастала, схватила је да је певање и балет не занимају, те је почела са часовима глуме у Позоришту „Бошко Буха”, али је то кратко потрајало и са 17 година се опробала у новинарској професији.
Своју каријеру започиње на радију Академац, као водитељ и сарадник у две емисије емитоване уживо, а убрзо затим покреће ауторску емисију Рокоманија. Телевизијску каријеру почиње у телевизијској емисији за младе Журка на РТВ Палма, емитованој уживо. Прва емисија коју је водила на ТВ емитована је уживо, на њен 18. рођендан, 14. новембра 1998. године. Била је новинарски ученик у класи новинара РТС Ивана Кривеца. Након једне године добија позив да уређује музички програм на ТВ Метрополис. Упоредо са тим постаје део новинарског тима и водитељ култне емисије о бренводима Брендоманија, који је уређивала позната новинарка Гордана Ристић. У току три године емитовања емисије, пише прилоге и води интервјуе са познатим личностима из света политике, бизниса, спорта итд.
Након неколико година, 2004. године прелази у Emotion Production, у којој ради као уредник, сценариста и водитељ. По одласку из ове продукције радила је на Радију С, одакле добија позив да пређе на Пинк. Најпознатије емисије по којима је постала препозната биле су Све за љубав и Велики Брат, где је позајмила глас Великом Брату.
Након што се опробала у многим новинарским форматима, између осталог и репортерско-документарног типа — извештавала је са лица места из Обреновца, за све време трајања поплава 2014, прелази у екипу забавног програма, најпре као део жирија телевизијске емисије Аудиција и као водитељка емисија Пинкове звезде и Пинкове звездице. Касније, добија улогу водитељке ријалити-шоуа Фарма, где је мењала дотадашњу водитељку Александру Јефтановић. Након што су увидели њен потенцијал, челници Пинка дали су јој улогу водитељке ријалити-шоуа Задруга. Током 2019. године, била је део жирија такмичења Пинкове звезде. У новембру 2023. године, после 10 година рада, напустила је Пинк и прешла да ради за Hype TV, док се наредне године вратила на Пинк.